# Erik Acharius

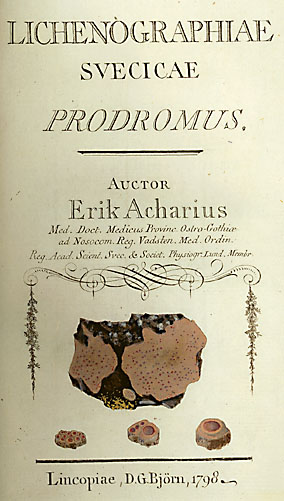
Strona tytułowa Lichenographiæ suecicæ prodromus, 1798

Erik Acharius (ur. 10 października 1757 w Gävle, zm. 14 sierpnia 1819) – szwedzki lekarz, botanik i lichenolog, nazywany „ojcem lichenologii”. 

## Życiorys
Erik Acharius urodził się 10 października 1757 roku w Gävle. Od 1773 roku studiował na uniwersytecie w Uppsali u Karola Linneusza (1707–1778). Następnie studiował medycynę w Sztokholmie i Lund. Po studiach pracował jako lekarz w południowej Szwecji. W 1785 roku został lekarzem miasta Landskrona, w 1789 lekarzem prowincji Östergötland a od 1795 roku dyrektorem sanatorium w Vadstenie. W 1803 roku otrzymał tytuł profesora. Zmarł 14 sierpnia 1819 roku.

## Działalność naukowa
Acharius nazywany jest „ojcem lichenologii”. Opisał wiele nowych gatunków porostów, ujmując je w 40 osobnych rodzajów. Stworzył pierwszą racjonalną taksonomię porostów.
Po śmierci Achariusa, część jego herbarium porostów zostało sprzedane do Fińskiego Muzeum Historii Naturalnej w Helsinkach. Pozostała część kolekcji trafiła do Muzeum Botanicznego w Uppsali.

## Publikacje
- 1798 Lichenographiæ suecicæ prodromus[4]
- 1803 Methodus lichenum[4]
- 1810 Lichenographia universalis[4]
- 1814 Synopsis methodica lichenum[4]

## Członkostwa, odznaczenia, upamiętnienie
- 1795 – członek Królewskiego Towarzystwa Fizjograficznego w Lund (szw. Kungliga Fysiografiska Sällskapet i Lund)[5]
- 1796 – członek Królewskiej Szwedzkiej Akademii Nauk[5]
- 1801 – członek Towarzystwa Linneuszowskiego w Londynie[5]
- 1810 – członek Królewskiego Towarzystwa Naukowego w Uppsali (szw. Kungliga Vetenskaps-Societeten i Uppsala)[5]
- od 1992 roku Międzynarodowe Towarzystwo Lichenologii (ang. International Association for Lichenology ) przyznaje co dwa lata medal Achariusa za wybitne osiągnięcia w dziedzinie lichenologii[6].
- dla upamiętnienia Achariusa od jego nazwiska nazwano rodzaj – Acharia[3]. Imieniem Achariusa nazwano także cztery gatunki roślin: Conferva acharii, Urceolaria acharii, Rhizomorpha acharii i Rosa acharii oraz jeden gatunek motyla Tortrix achariana[3].